# Isabel Mesa Delgado
Isabel Mesa Delgado (Ronda, 30 de diciembre de 1913 - Huerta, 25 de febrero de 2002) fue una obrera sindicalista, anarquista y anarcofeminista española. Usó el seudónimo Carmen Delgado Palomares en la clandestinidad.

## Biografía
Mesa nació en una familia obrera de tradición anarquista. Estaba muy orgullosa cuando decía: "soy hija, nieta y biznieta de anarquistas". Fue sobrina-nieta del tipógrafo y destacado internacionalista socialista José Mesa Leompart. A los 11 años empezó a trabajar de costurera y, en 1928, con 14 años, se trasladó con su familia a Ceuta. Allí se afilió al Sindicato de Actividades Diversas de la Federación Local ceutí de la CNT donde, por ser mujer, no fue fácil su integración, y al Ateneo libertario de la ciudad, encargándose de la biblioteca.
Participó en la creación del Gremio de la Aguja cenetista obteniendo el carné n.º 1. Su actividad sindical se dirigió principalmente a la organización de las mujeres trabajadoras. Durante una huelga en la Almadraba de Ceuta, donde la empresa contrató a mujeres magrebíes por la mitad del salario que las españolas, consiguió que éstas se sumaran para así conseguir mejores condiciones para todas. Según contaba Mesa: "se unieron a nosotras y en 24 horas ganamos la lucha". En 1934, durante una temporada y hasta su expulsión, militó en las Juventudes Libertarias de Tetuán que funcionaban disfrazadas de sociedad esperantista. En 1936, de nuevo en Ceuta, entró en contacto con el grupo fundador de la revista Mujeres Libres. 
En Ceuta y Tetuán triunfó el golpe de Estado franquista el mismo 16 de julio de 1936. La represión fue muy fuerte y hubo muchos fusilamientos. Mesa ayudó a muchos compañeros a huir y consiguió escapar a la península llegando a Málaga en una barca de pescadores, en la cual iba con doce hombres. El 1937, Mesa llegó a Valencia donde empezó un curso de enfermería y trabajó después en esta ciudad y en Gandía. Participó en el congreso de constitución de la Federación Nacional de Mujeres Libres y llegó a ser la secretaria general de la agrupación local de Valencia ayudando a su propagación con Lucía Sánchez Saornil, Pura Pérez Benavent, Amelia Torres Maeso y otras compañeras. Fue su representante en el Comité Nacional de la CNT y en el Pleno de Solidaridad Internacional Antifascista (SIA) que se celebró en agosto de 1938 en Valencia.

«La mujer siempre ha tenido que luchar mucho, no sólo teníamos que sembrar las ideas sino luchar contra algunos de los que estaban con nosotras sembrando. La mujer y el hombre tienen que ir caminando juntos, buscando la libertad, codo con codo o cogidos de la mano»
Isabel Mesa Delgado

Los últimos días de la guerra, en marzo de 1939, Mesa huyó hacia el puerto de Alicante. Cómo no llegaron los barcos en ayuda del ejército republicano, volvió a huir hacia Almería a pie. Con un nombre falso, inició la lucha antifranquista. En Málaga, en 1941 creó, junto a otros compañeros, el periódico clandestino El Faro de Málaga. Descubierta por la policía franquista, Carmen Delgado Palomares, el nombre que figuraba en su documento de identidad desde aquel momento y hasta el fin de su vida, consiguió eludir la cárcel y la muerte gracias a ello y huyó otra vez hacia Valencia. Su alter ego, Isabel Mesa, fue procesada por rebeldía y condenada a dos penas de muerte.
De vuelta a Valencia, en 1942 promovió la creación del colectivo Unión de Mujeres Demócratas, organización clandestina dedicada a ayudar a presos y otras actividades políticas. Mesa montó un quiosco junto con su compañera anarquista Angustias Lara (Maruja Lara), amiga desde 1937, y en la transtienda distribuían prensa anarquista.   En 1956, fue detenida y durante ocho días fue torturada en comisaría. Durante la Transición, colaboró en la formación de colectivos libertarios como Libre Estudio, la Federación de Pensionistas de la CNT, Ràdio Klara y el ateneo libertario Al Margen. Fue miembro de Mujeres Libres y de la Fundación Salvador Seguí, los fondos de la fonoteca de dicha fundación recogen testimonios orales de Mesa.
Su idea sobre lo que es el anarquismo definió toda su vida:

«El anarquismo es una senda maravillosa, pero muy escabrosa. Pero hay que seguirla. Y una vez estás en ella no la puedes soltar, te envuelve, te embriaga… El anarquismo es amor, libertad, igualdad, humanidad de todas las condiciones. ¡Ni fronteras, ni color, ni razas, ni banderas!… En el anarquismo no hay más que humanidad, sentimientos humanos, aspiramos a todo, a aquello máximo que se pueda llegar…»
Isabel Mesa Delgado

Mesa murió en Valencia el 25 de febrero de 2002, fue inhumada envuelta en la bandera confederal al son del himno A las barricadas.